# Borsalino (film)
Borsalino è un film del 1970, diretto da Jacques Deray, tratto dal romanzo Bandits à Marseille di Eugène Saccomano e ispirato alle figure di Paul Carbone e François Spirito, due membri di spicco della malavita marsigliese degli anni trenta.
Il film deve il suo titolo al nome della celebre azienda Borsalino, produttrice e fornitrice dei cappelli indossati dagli attori, che ha concesso il marchio in licenza ufficiale alla produzione.

## Trama
Marsiglia, 1930. Il gangster Roch Siffredì, scarcerato anticipatamente per buona condotta, scopre che la sua donna, Lola, convive ora con un altro malvivente, François Capellà. Dopo l'iniziale reazione rabbiosa, che lo porta a scontrarsi con Capellà, Siffredì sembra accettare la scelta di Lola e diventa anzi inseparabile amico e "socio d'affari" del suo nuovo compagno. I due uomini riescono così a diventare i gangster più potenti e temuti nell'ambiente della malavita marsigliese, occupandosi di svariate attività illegali (corse ippiche e incontri di boxe truccati, truffe al mercato ittico, controllo della prostituzione, gioco d'azzardo e altri racket). L'ascesa di Siffredì e Capellà suscita la reazione degli altri clan, in particolare quelli capeggiati da Polì e Marellò, che danno inizio ad una serie di sanguinosi scontri a fuoco, agguati e ritorsioni, da cui Roch e François si sapranno difendere abilmente. Eliminato anche l'ultimo dei loro rivali, i due sostengono l'elezione del nuovo sindaco di Marsiglia. Ma una sera, durante una lussuosa festa, François decide di andarsene da Marsiglia e lasciare campo libero a Roch in quanto, anche nell'ambiente della malavita, la sete di potere rischia di prevalere sulle amicizie e prima o poi si è destinati ad essere rimpiazzati. Appena uscito dalla villa, però, François viene ferito a morte da un ignoto sicario e spira tra le braccia di Roch, giunto accanto a lui per soccorrerlo.

## Distribuzione
Dopo essere stata proiettata fuori concorso il 1º agosto 1970 al Taormina Film Fest, la pellicola è stata distribuita nelle sale cinematografiche italiane a partire dal mese di settembre del 1970.

### Data di uscita
Alcune date di uscita internazionali nel corso del 1970 sono state:
- 20 marzo 1970 in Francia (Borsalino)[1]
- 13 giugno 1970 in Giappone (ボルサリーノ)
- 23 luglio 1970 nel Regno Unito (Borsalino)
- 24 settembre 1970 in Italia[12]
- 13 agosto 1970 negli Stati Uniti (Borsalino)

## Accoglienza

### Incassi
Si è classificato al 7º posto posto tra i primi 100 film di maggior incasso della stagione cinematografica italiana 1970-1971.

## Sequel
- Borsalino and Co. (Borsalino and Co.), regia di Jacques Deray (1974)

## Curiosità
- È il nome del protagonista, Roch Siffredì, che ha ispirato il nome d'arte dell'attore pornografico Rocco Siffredi.
- Il mangaka Eiichiro Oda ha preso spunto dal film per creare uno dei suoi personaggi più importanti, l'ammiraglio Borsalino detto Kizaru, per la sua opera One Piece. Anche se normalmente non si vede Borsalino indossare quel particolare copricapo, un flashback mostra il personaggio con il borsalino in testa quando era ancora viceammiraglio.